# マイソール空港
マイソール空港（マイソールくうこう、カンナダ語:ಮೈಸೂರು ವಿಮಾನ ನಿಲ್ದಾಣ、英語: Mysore Airport）(IATA: MYQ, ICAO: VOMY)はインドのカルナータカ州マイソールの南10キロメートルにある空港である。マンダカリ村に隣接するためマンダカリ空港とも呼ばれる。インド空港局 (AAI) が所有・運営する。
マイソール空港の歴史は、1940年代にマイソール藩王国が空港を建設したことに始まる。最初の数十年間、旅客便やインド空軍の訓練飛行などに利用された。何度も民間路線の就航が試みられたが長続きせず、1990年代から2010年にかけては定期運航が途絶えた。その後AAIによる大規模改良を経てキングフィッシャー航空が就航した。航空会社にとって本空港への路線維持が難しい状況が続いているものの、2017年9月にリージョナル航空のトゥルージェットがチェンナイ便を就航させた。

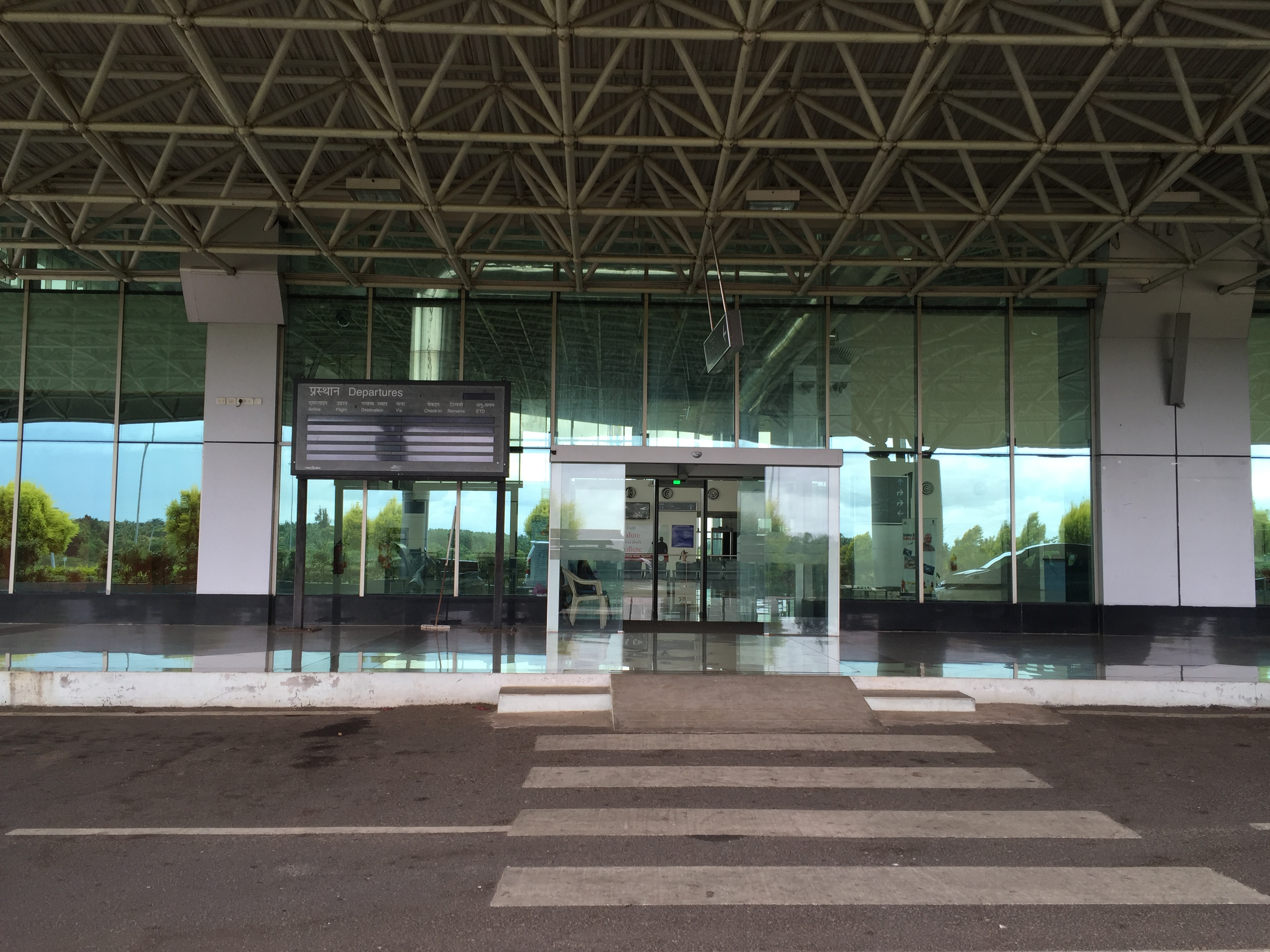
出発エリアの入り口

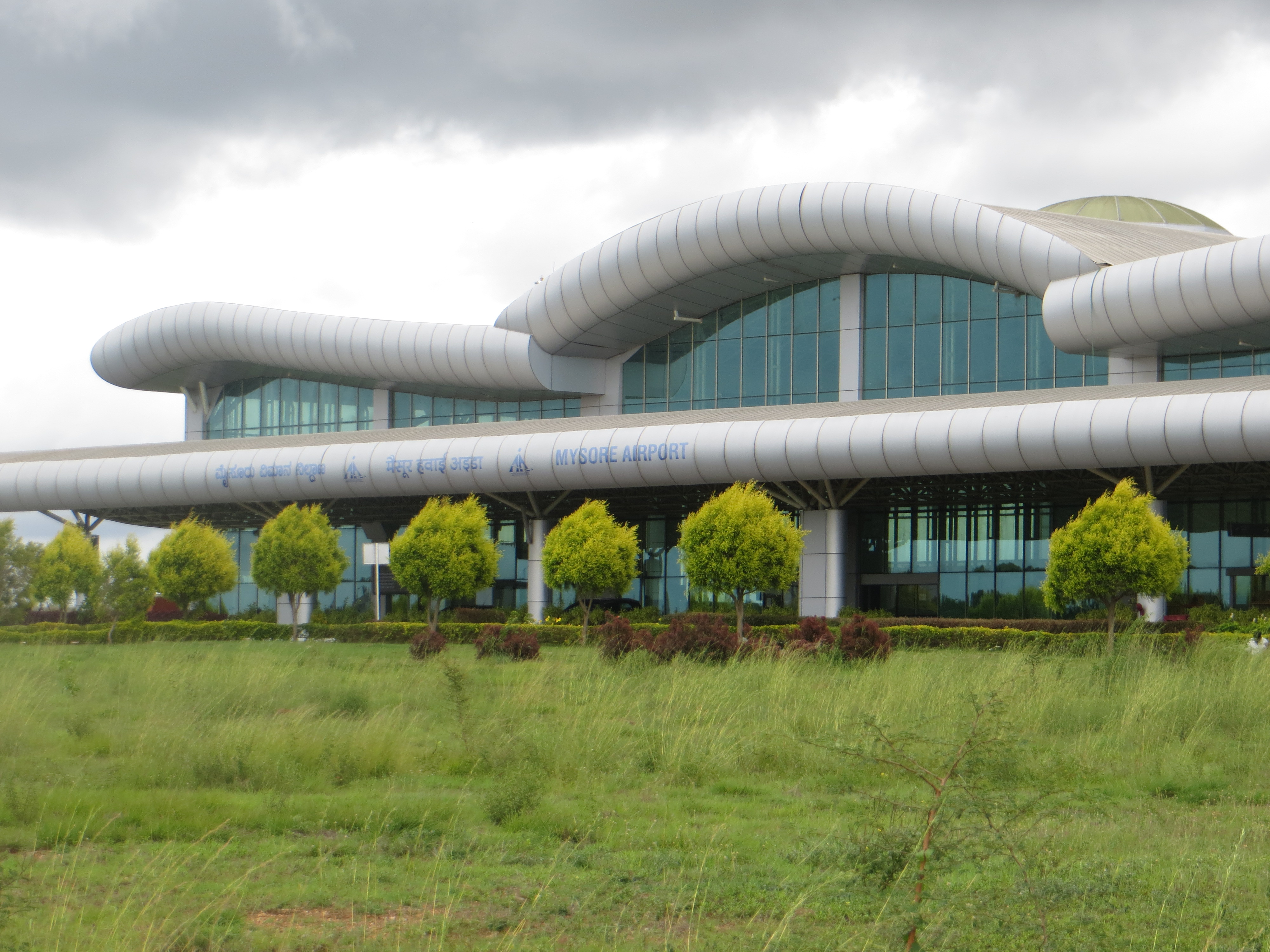
ターミナルビルの外観

## 歴史

### 開設から2000年代まで
1940年にマイソール藩王国が、120ヘクタールの広さの飛行場を開設したことからマイソール空港の歴史は始まる。1947年のインドが独立するとカルナータカ州政府が空港の管理を引き継いだ。1950年には、マイソール空港はインド民間航空省の管理下となった。バンガロールとの間にダグラスDC-3による旅客便が開始された。ところが、道路交通の方が所要時間が短かったため、この路線は長続きしなかった。その後、新聞社のザ・ヒンドゥーがチェンナイ発バンガロール経由の新聞輸送便を開設した。しかし、この輸送便も数ヶ月しか続かなかった。
その後、空港はチャーター便の発着に使用され、外国の旅行客やジャワハルラール・ネルーなどの市の要人などが利用した。また、訓練飛行目的でインド空軍による利用もあった。1985年、リージョナル航空会社のヴァユドゥートが、バンガロールとの間にドルニエ228による週3便の定期便を開設した。この路線の就航式は、インドの著名な作家であるR・K・ナーラーヤンにより行われた。この路線時点でマイソール空港の滑走路は1本のみで、それも舗装されておらず芝であった。また、ターミナルビルの部屋も1つだけでトイレも1か所であった。ヴァユドゥートの旅客便も乗客数が伸びず1990年に乗り入れを終了した。

### 2005年の近代化とその後
1960年代から、マイソール市は空港の改良をインド中央政府に要請してきた。マイソールでは観光産業が発達しているほか、情報技術 (IT) 産業が急成長してIT輸出額がインド第2位となっている。2005年10月6日、カルナータカ州政府とインド空港局 (AAI) は、空港の改装について了解覚書 (MoU)　を締結した。総額8億2,000万インド・ルピー（1,300万USドル）をかけて、新しい滑走路、エプロン、旅客ターミナル、管制塔が建設された。2009年9月に建設が完了した。しかし、この頃グレート・リセッション（世界的な景気後退）の状況下にあり、新空港へ就航する航空会社は現れなかった。
2010年5月15日、州政府首相のB・S・イェッドユラッパの出席のもと、新空港の落成式が執り行われた。マイソール空港の設備ではジェット機の就航が難しい上に、旅客数が期待できないことから、路線開設に前向きな航空会社は現れなかった。最終的に、キングフィッシャー航空がバンガロール経由でチェンナイを結ぶ路線を開設することを発表した。就航は同年10月からで、マイソールのダサラ祭に間に合わせたものだった。この路線の運航は、キングフィッシャー・レッド航空が担当した。しかし、翌年11月にキングフィッシャー航空は同路線の運航を打ち切った。ダサラの期間中の運航は上々だったものの、その後の搭乗率は芳しくなかった。加えて、キングフィッシャー航空は財務上の問題を抱えており、キングフィッシャー・レッド航空の運航を停止することを決めた。
2013年1月、マイソール - バンガロール - チェンナイ間の路線をスパイスジェットが開設した。しかし乗客数の伸び悩みのため、2014年1月に同社は路線を休止した。地域の利害関係者や政府関係者との話し合いの後、スパイスジェットは全便の運航を終了する同年10月までの期間、マイソールへの乗り入れを再開した。2015年9月、州政府の資金援助を受けてエア・インディア・リージョナル（当時）が就航した。同社が再開させたバンガロール便は極端に搭乗率が低かった。乗客の一部は、利用しない理由に発着時刻が不便であることを挙げていた。エア・インディアは、補助金の対象期間が終了した2か月後に路線を休止した。
2016年には、マイソール空港は「マハトマ・ガンディー」シリーズと呼ばれる紙幣をインド全国に輸送するため、インド準備銀行の子会社によって利用されるようになった。また、2017年9月には、地方都市への航空路線を支えるため、インド政府が設立したUDANと呼ばれる制度のもと、リージョナル航空のトゥルージェットがチェンナイへの路線を就航させた。

## 設備
マイソール空港の滑走路は1本で方向は09/27、長さは1,740メートルで幅は30メートルである。ATR 72および動機と近いサイズの航空機が離着陸できる能力を持つ。エプロンには3機が駐機でき、1本の誘導路で滑走路に繋がっている。
旅客ターミナルは建築面積が3,250平方メートルで、最大150人の旅客を収容できる。

## 就航路線
2018年4月現在、以下の1路線が就航している。
| 航空会社         | 目的地     |
| ---------------- | ---------- |
| トゥルージェット | チェンナイ |